# Littleton (ort i Irland)
Littleton (iriska: An Baile Beag) är en ort i republiken Irland.   Den ligger i grevskapet North Tipperary och provinsen Munster, i den centrala delen av landet, 130 km sydväst om huvudstaden Dublin. Littleton ligger 120 meter över havet och antalet invånare är 410.
Terrängen runt Littleton är platt. Runt Littleton är det ganska glesbefolkat, med 28 invånare per kvadratkilometer. Närmaste större samhälle är Thurles, 6,4 km nordväst om Littleton. Trakten runt Littleton består i huvudsak av gräsmarker.